# Don Cherry (golfer)
Don Ross Cherry  (11 januari 1924 - 4 april 2018) was een Amerikaanse golfer en zanger. Hij was lid van de Las Vegas Country Club.
Cherry werd op 11 januari 1924 in Wichita Falls, Texas geboren. Hij ging daar  naar de middelbare school en daarna brak de oorlog uit en moest hij in militaire dienst. Na de oorlog speelde hij weer amateurstoernooien. In negen jaren behaalde hij 30 overwinningen.

## Zanger
Tussendoor zong hij in de bigband van Jan Garber en Victor Young, met wie hij in 1950 Mona Lisa opnam. In 1951 bracht hij zijn eerste solo uit.  Zijn grootste hit was Band of Gold, waarvan meer dan een miljoen exemplaren verkocht werden. Hiervoor kreeg hij een gouden plaat. In datzelfde jaar werd hij 2de bij het Sunnehanna Amateur
Bekende nummers
- 1950: Mona Lisa (Decca Records)
- 1951: Thinking of You en Belle, Belle, My Liberty Belle
- 1955: Band of Gold
- 1956: Wild Cherry, Ghost Town en Namely You

## Golfer
Hij won ook met golf grote prijzen. Hij speelde 3x in de Walker Cup en 9x in de Masters, waarbij hij 7x de cut haalde.
In 1953 was hij finalist bij het Southern Amateur. In 1954 won hij de eerste editie van het Sunnehanna Amateur, inclusief een ronde van 67 (-3). Een jaar later werd hij 2de nadat hij een putt van een meter miste en daarmee de play-off tegen Hillam Robbins Jr.
Toen hij in 1955 weer in de Walker Cup aantrad, maakte Lord Brabazon, voorzitter van de R&A, de toehoorders erop attent dat Bing Crosby en Bob Hope zich helaas niet hadden gekwalificeerd voor het Amerikaanse team, maar dat er toch een golfer was die goed kon zingen. Cherry werd naar voren geroepen en zong I Believe.
In 1960 deed hij weer mee aan het US Open waar hij op de 9de plaats eindigde.
In 1962 besloot hij professional te worden, hoewel hij zijn zangcarrière niet opgaf. Hij heeft 83 toernooien op de PGA Tour gespeeld en nog twee toernooien op de Champions Tour. In 2013 werd de 60ste editie gespeeld van het Sunnehanna Amateur en bij die gelegenheid trad hij weer op
Gewonnen
(niet compleet)
- 1940: Junior Golf Championship
- 1953: Canadees Amateur
- 1954: Sunnehanna Amateur (280, par)

Teams
- Walker Cup: 1953, 1955 en 1961

## Aanslagen op 11 september 2001
Het kantoor van zijn zoon Stephen, vader van vier jongens, was in de toren waar het eerste vliegtuig op 11 september om 08:48 uur naar binnen vloog. Terwijl ze vol afgrijzen naar de televisie keken, belde kleinzoon Sean uit Florida op dat zijn vader toen al op kantoor was. Sindsdien werkte Cherry ook voor de American Lung Association.
- Gemeinsame Normdatei: 132583313
- International Standard Name Identifier: 0000 0001 1076 1557
- Library of Congress Control Number: no92007736
- MusicBrainz: d45e4d9d-45c1-45cb-941a-8a5025874e06
- Nederlandse Thesaurus van Auteursnamen: 096872209
- Virtual International Authority File: 90783666
- WorldCat: E39PBJqk4FVTthy8JcVBghCCwC